# Huygenssches Prinzip

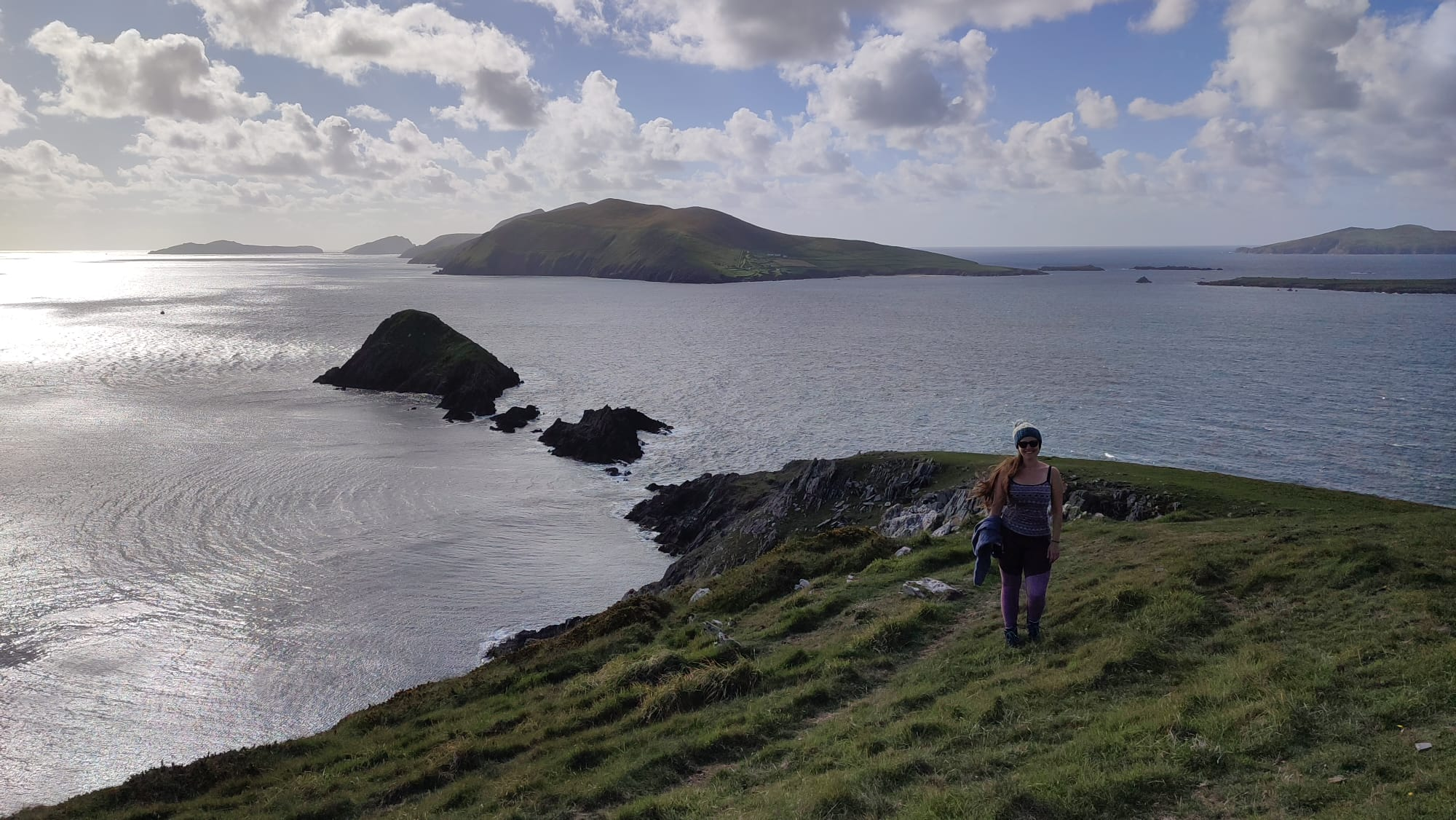
Die Ausbreitung von Wellenkämmen an der Engstelle einer Strömung

Das huygenssche Prinzip bzw. Huygens-Prinzip, auch huygens-fresnelsches Prinzip genannt (nach Christiaan Huygens und Augustin Jean Fresnel), besagt, dass jeder Punkt einer Wellenfront als Ausgangspunkt einer neuen Welle, der so genannten Elementarwelle, betrachtet werden kann. Die neue Lage der Wellenfront ergibt sich durch Überlagerung (Superposition) sämtlicher Elementarwellen. Da die Elementarwelle eine Kugelform bzw. Kreisform hat, bildet sich auch eine rücklaufende Welle. Aus dem huygensschen Prinzip folgen viele Spezialfälle, wie Beugungserscheinungen im Fernfeld (Fraunhoferbeugung) oder Nahfeldbeugung (Fresnelbeugung).

## Huygenssches Prinzip in der Physik

Brechung einer ebenen Wellenfront an der Grenze zweier Medien nach dem huygensschen Prinzip

Das Konzept wurde 1678 von Christiaan Huygens vorgeschlagen, um die Ausbreitung von Licht zu erklären. Demnach ist jeder Punkt, der von einer Wellenfront erreicht wird, Ausgangspunkt für eine kugel- bzw. kreisförmige Elementarwelle, welche sich im selben Ausbreitungsmedium mit gleicher Geschwindigkeit ausbreitet wie die ursprüngliche Welle. Die sich weiter ausbreitende Wellenfront ergibt sich als äußere Einhüllende der Elementarwellen. Huygens nahm an, dass die Elementarwellen nicht rückwärts, sondern nur in Ausbreitungsrichtung wirken, konnte jedoch keine qualitative Erklärung dafür geben.
An der Grenze zweier Medien, in denen die Wellen eine andere Ausbreitungsgeschwindigkeit besitzen, ändert eine Wellenfront, die nicht senkrecht auftrifft, ihre Richtung. Die Theorie von Huygens bot damit eine einfachere Erklärung für die Reflexion und Brechung von Licht, als dies mit der Korpuskeltheorie von Newton möglich war.

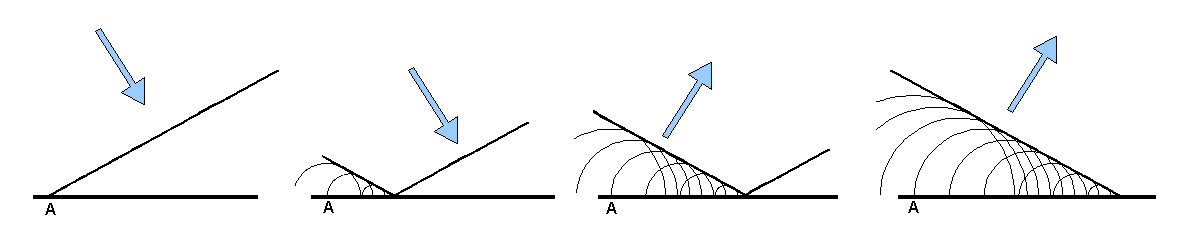
Eine auftreffende Wellenfront erzeugt kreisförmige Elementarwellen um den jeweiligen Auftreffpunkt, deren Radius sich proportional zur Zeit vergrößert. In den folgenden Bildern sieht man, wie die ersten Kreise angewachsen sind, während der aktuelle Auftreffpunkt nach rechts wandert. Die Tangenten an den Kreisen stellen eine neue Wellenfront dar, welche die reflektierende Ebene nach rechts oben verlässt. Die Winkel zwischen Wellenfront und Ebene sind gleich.

Beugung einer ebenen Wellenfront an einem Spalt nach dem huygensschen Prinzip

Im Jahr 1816 konnte Augustin Fresnel dieses Prinzip erweitern und damit die Beugung von Licht an Hindernissen erklären. Er zeigte, dass sich nach dem Prinzip der Interferenz die resultierende Welle durch Superposition aller Elementarwellen berechnen lässt. Unter anderem sagte Poisson voraus, dass bei Beugung von Licht an einem runden Objekt ein Poisson-Fleck entsteht. Die experimentelle Bestätigung dieses Phänomens war ein Sieg der Wellenoptik gegenüber der damals verbreiteten Korpuskeltheorie. Gustav Kirchhoff zeigte dann, wie sich das huygenssche Prinzip aus den Maxwell-Gleichungen herleiten lässt, und präsentierte die präzisere Lösung in Form der kirchhoffschen Beugungsintegrale.
Als Ausbreitungsmedium der Lichtwellen postulierte Huygens den Äther. Dieser wird seit der allgemeinen Akzeptanz der 1905 publizierten speziellen Relativitätstheorie Albert Einsteins nicht mehr als physikalisches Konzept benötigt. Der scheinbare Widerspruch zwischen dem Teilchen- und Wellencharakter von Licht wird in der Quantenmechanik aufgelöst. In diesem Zusammenhang wird das huygenssche Prinzip in Form des Zeigermodells zur anschaulichen Erklärung der Ausbreitung von Wahrscheinlichkeitswellen benutzt.

## Huygenssches Prinzip in der Mathematik
In der Mathematik findet das huygenssche Prinzip in der Theorie der partiellen Differentialgleichungen Anwendung.
Es besagt, dass Wellengleichungen eine hintere Wellenfront in den Räumen {\displaystyle \mathbb {R} ^{n}} für {\displaystyle n\geq 3} besitzen.
Man spricht von der Existenz einer hinteren Wellenfront, wenn sich eine Störung der Ausgangsdaten in einer Umgebung eines Punktes nicht auf die Lösung der Wellengleichung für hinreichend große Zeiten t auswirkt.
Erklärung des huygensschen Prinzips an der einfachen Wellengleichung {\displaystyle \partial _{t}^{2}u-\Delta u=0}
Als Anfangsdaten (für {\displaystyle t=0}) gilt:
{\displaystyle {\begin{aligned}u(x,0)&=\phi (x)\\\partial _{t}u(x,0)&=\psi (x)\end{aligned}}}
mit {\displaystyle t\in \mathbb {R} } als Zeitvariable und {\displaystyle x\in \mathbb {R} ^{n}} als Ortsvariable.

### Der Falln= 1
Nach der d’Alembertschen Lösungsformel gilt für {\displaystyle u=u(x,t)}:
{\displaystyle u(x,t)={\tfrac {1}{2}}(\phi (x-t)+\phi (x+t))+{\tfrac {1}{2}}\int _{x-t}^{x+t}\psi (s)\mathrm {d} s}
Stören wir das Anfangsdatum {\displaystyle \phi } im Intervall {\displaystyle [a,b]}, dann erkennt man anhand der obigen Formel, dass für den Punkt {\displaystyle x_{0}\in [a,b]}
die Störung zum Zeitpunkt {\displaystyle t=T>\max(x_{0}-a,b-x_{0})} keinen Einfluss mehr hat, denn die Anfangsdaten {\displaystyle \phi (x-T)} und {\displaystyle \phi (x+T)}
wurden nicht gestört. Für {\displaystyle \phi } gilt das huygenssche Prinzip.
Sei {\displaystyle \psi \neq 0} und man störe das Anfangsdatum {\displaystyle \psi } in {\displaystyle [a,b]}.
Dann wird man feststellen, dass für jeden Zeitpunkt T die Störung noch Auswirkungen auf die Lösungen {\displaystyle u(x,T)} hat, denn man integriert über das „Störintervall“:
{\displaystyle u(x,T)={\tfrac {1}{2}}\int _{x-T}^{x+T}\psi (s)\mathrm {d} s={\tfrac {1}{2}}\int _{a}^{b}\psi (s)\mathrm {d} s}
Fazit: Im Eindimensionalen gilt das huygenssche Prinzip im Allgemeinen nicht, sondern es gilt nur für das Anfangsdatum {\displaystyle \phi }.

### Der Falln= 2

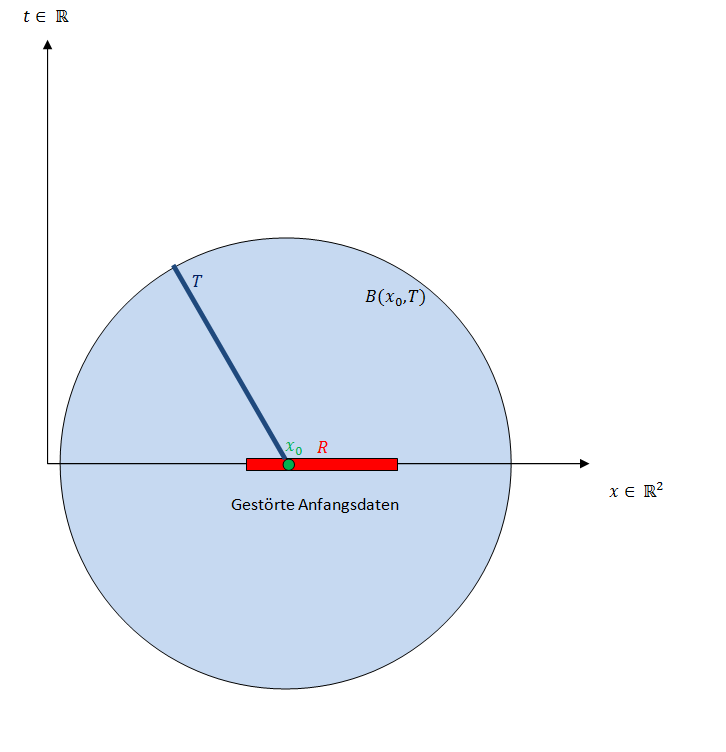
Veranschaulichung der Integration über das Störgebiet im

Die allgemeine Lösungsformel für den zweidimensionalen Fall (nach der Abstiegsmethode) lautet:
{\displaystyle {\begin{aligned}u(x,t)&=u(x_{1},x_{2},t)\\&={\frac {1}{2\pi }}\int _{B(x,t)}{\frac {\psi (y)}{\sqrt {t^{2}-|y-x|^{2}}}}\mathrm {d} y\\&+{\frac {1}{2\pi }}\partial _{t}\left(\int _{B(x,t)}{\frac {\phi (y)}{\sqrt {t^{2}-|x-y|^{2}}}}\mathrm {d} y\right)\end{aligned}}}
{\displaystyle B(x,t)} bezeichnet die (ausgefüllte) Kreisscheibe mit Mittelpunkt {\displaystyle x} und Radius {\displaystyle t}.
Anhand dieser Formel sieht man sofort, dass das huygenssche Prinzip nicht gilt.  Denn stört man die Anfangsdaten {\displaystyle \phi } oder {\displaystyle \psi } in einem Rechteck {\displaystyle R=[a,b]\times [c,d]} dann wirkt sich die Störung
auch noch zu jeden Zeitpunkt {\displaystyle t=T} für alle Punkte {\displaystyle x_{0}\in R} aus, denn die Kreisscheibe {\displaystyle B(x,t)} beinhaltet für diese Punkte {\displaystyle x_{0}} das Rechteck R.  Also wird wieder über gestörten Daten integriert.

### Der Falln= 3

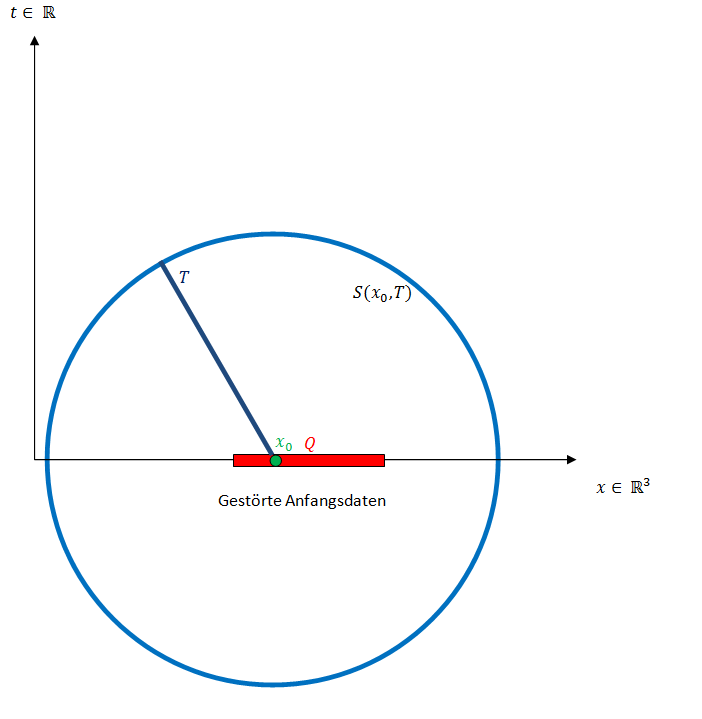
Veranschaulichung der Integration über die Kugeloberfläche, die das Störgebiet umschließt, im

Nach der Kirchhoffschen Formel lautet die Lösung für die Wellengleichung:
{\displaystyle {\begin{aligned}u(x,t)&=u(x_{1},x_{2},x_{3},t)\\&={\frac {1}{4\pi t}}\int _{S(x,t)}\psi (y)\mathrm {d} \sigma _{t}(y)\\&\quad +\partial _{t}\left({\frac {1}{4\pi t}}\int _{S(x,t)}\phi (y)\mathrm {d} \sigma _{t}(y)\right)\end{aligned}}}
{\displaystyle S(x,t)} bezeichnet die Oberfläche der Kugel mit Mittelpunkt {\displaystyle x} und Radius {\displaystyle t}, {\displaystyle \mathrm {d} \sigma _{t}(y)} bezeichnet das Oberflächenelement derselben Kugel.
Mithilfe dieser Formel erkennt man sofort, dass im dreidimensionalen Fall das huygenssche Prinzip gilt. Werden die Anfangsdaten {\displaystyle \phi } oder {\displaystyle \psi } auf einem Quader {\displaystyle Q=[a,b]\times [c,d]\times [e,f]} gestört, dann wirkt sich diese Störung nicht auf die Lösung für die Punkte x0 ∈ Q für große {\displaystyle t\geq T} aus. Man muss nur {\displaystyle t} so groß wählen, dass die Kugeloberfläche den Quader komplett umschließt und somit nicht mehr über die gestörten Daten Q integriert wird. Offensichtlich muss
{\displaystyle T>\max {\bigl (}\max(x_{1}^{0}-a,b-x_{1}^{0}),\,\max(x_{2}^{0}-c,d-x_{2}^{0}),\,\max(x_{3}^{0}-e,f-x_{3}^{0}){\bigr )}}
gelten.